# Gyula Major
Jakab Gyula Major (geboren als James Julius Mayer 13. Dezember 1859 in Kassa, Kaisertum Österreich; gestorben 30. Januar 1925 in Budapest) war ein ungarischer Pianist, Musiklehrer und Komponist.  

## Leben
James Julius Mayers Name wurde magyarisiert. Major studierte an der  Budapester Musikakademie bei Robert Volkmann und Ferenc Erkel. Von 1889 bis 1895 war er als Lehrer an der Musikakademie beschäftigt. Ab 1894 leitete er für ein Jahrzehnt den Frauenchor Magyar Női Karénekegyesületet. 1896 gründete er eine eigene Musikschule.   
Major komponierte fünf Sinfonien, ein Klavierkonzert, Kammermusik, Chormusik und Lieder. Unter den Kompositionen sind die Opern Erzsike (1901), Széchy Mária, diese wurde 1906 in Kolozsvár aufgeführt, und Mila, deren Aufführung 1913 in Pozsony stattfand. Er verfasste zwei Lehrbücher.
Der ungarische Musikwissenschaftler Ervin Major war sein Sohn.

## Schriften (Auswahl)
- Összhangzattan. Budapest, 1891
- Ellenpont. Budapest, 1903